# Вороновицьке хлібоприймальне підприємство
ТОВ «Вороновицьке хлібоприймальне підприємство» — підприємство агропромислового комплексу, розташоване на автошляху «М 12», поблизу залізничної станції Вороновиця, зайняте в галузі прийому, обробки та зберігання зернових та олійних культур.
Входить до групи компаній «Alebor Group».

## Історія
Підприємство засноване у 2014 році. Проектна потужність зерносховища становила 116 000 тонн. Обсяги одноразового зберігання підприємства склали 50 000 тонн. У 2015 році запущено другу чергу Вороновицького ХПП. Потужність із одноразового зберігання зернових зросла до 104 000 тонн.
У 2018 році потужності зберігання підприємства збільшено до 140 тис. тонн.

## Виробничі потужності
- Потужність одночасного зберігання — 140 000 тонн
- Оперативні потужності — 15 000 тонн
- Три точки автоприйому з будь-якого транспорту
- Дві точки відвантаження на залізничні вагони — 54 вагони на добу
- Продуктивність транспортних систем зерносховища — 600 т/год
- Гарантія швидкості та якості приймання зернових — 7 000 т/добу
- Автоматичні пробовідбірники та сертифікована лабораторія
- Продуктивність зерноочистки — 950 т/год
- Загальна продуктивність зерносушіння — 6 500 т/добу..[4]